# Платицериум оленерогий
Платице́риум оленеро́гий, или Платицериум дваждыви́льчатый (лат. Platycerium bifurcatum) — вид папоротников семейства Многоножковые.
Высокодекоративный вид. Культивируется в тёплых оранжереях и комнатах.

## Синонимы
По данным GRIN:
- Platycerium hillii T. Moore (= Platycerium bifurcatum subsp. bifurcatum var. hillii)
- Platycerium veitchii (Underw.) C. Chr. (= Platycerium bifurcatum subsp. veitchii)
- Platycerium willinckii T. Moore (= Platycerium bifurcatum subsp. willinckii)

## Природныеразновидности
По данным GRIN:
- Platycerium bifurcatum subsp. bifurcatum
- Platycerium bifurcatum var. bifurcatum
- Platycerium bifurcatum var. hillii (T. Moore) Domin
- Platycerium bifurcatum subsp. veitchii (Underw.) Hennipman & M. C. Roos
- Platycerium bifurcatum subsp. willinckii (T. Moore) Hennipman & M. C. Roos

## Название
Видовой эпитет bifurcatum означает «раздвоенный» и образован от латинского слова bifurcum, i n [bis + furca] — точка раздвоения (ветвей, вен).

## Биологическое описание
Имеет два типа листьев.
Спороносные, напоминающие по форме оленьи рога, в основании клиновидные, кверху расширяющиеся и разветвляющиеся дважды или трижды дихотомически на языковидные, туповатые наверху доли, до 60-80 см.
Стерильные листья округлые, цельные или лопастные по краю, прижаты к субстрату, образуя «карман», где собираются органические остатки и вода и размещаются придаточные корни. С возрастом становятся коричневыми и сухими.

## Ареал, экологические особенности

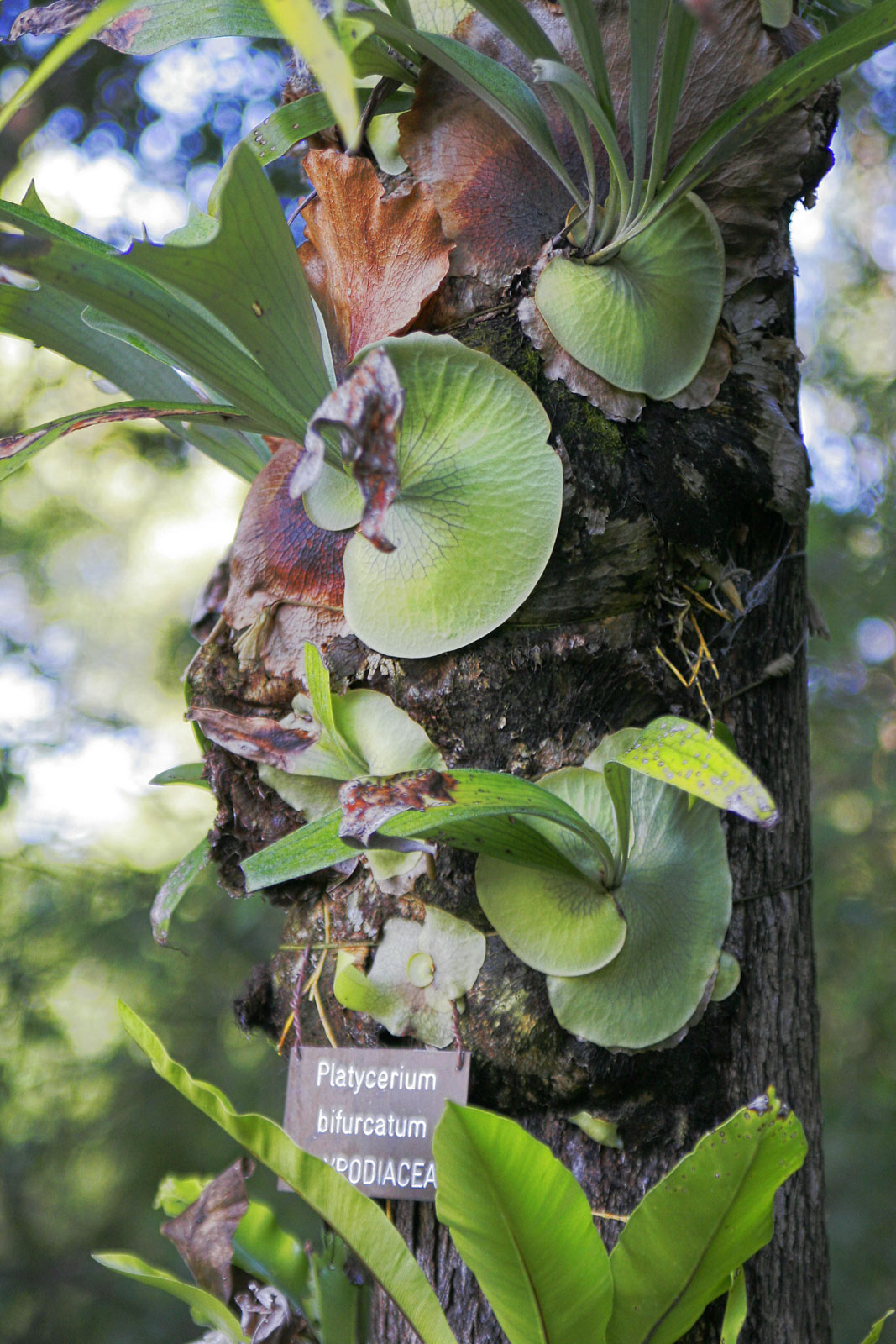
Platycerium bifurcatum в ботаническом саду Канберры

Новая Гвинея и Австралия (побережье штата Квинсленд, Новый Южный Уэльс).
Из культуры попали в дикую природу во Флориду (США) и на Гавайи.
Эпифит на стволах и ветвях деревьев.

## В культуре
Посадка на блок или на прорезанный сбоку пластиковый цветочный горшок, который со временем окутывается стерильными листьями.
Субстрат: смесь торфа, перегнойной земли, кусочков коры сосны и сфагнума.
Относительная влажность воздуха: высокая.
Освещение: яркий рассеянный свет, примерно 50 % от прямого солнечного света.
Зимой — период покоя. В это время полив сокращают.
Платицериум оленерогий легко размножается делением или спорами. Спелый споры могут быть собраны на лист бумаги путём отряхивания вай. Посев осуществляется на влажный сфагнум в конце зимы.